# Бродовичи
Бродовичи (пол. Brodowicz, укр. Бродовичі) — старинный дворянский род шляхетского происхождения из Речи Посполитой.
Происходит от Евстафия Бродовича, владевшего поместьем в 1535 г. Род Бродовичей, потомки правнука родоначальника — Даниила Ивановича Бродовича, записан в шестую часть дворянских родословных книг губерний Волынской, Киевской и Рязанской.
Род Бродовичей имел шляхетское происхождение, происходил из Речи Посполитой, подтвердил своё шляхетское происхождение в империи Габсбургов, род был внесён в гербовник королевстве Галиции и Лодомерии.
Уроженец Тернопольской области капитан Пётр Игнатьевич Бродович внесён 9.01.1830 во II ч. ДРК Рязанской губ.
Герб рода Бродовичей, более позднего происхождения внесён в Часть 18 Общего гербовника дворянских родов Всероссийской империи, стр. 20.